# Кулишкари
Кулишкари (груз. ყულიშკარი, до 1990-х — Орджоникидзе) — село в Грузии, на территории Зугдидского муниципалитета края (мхаре) Самегрело-Верхняя Сванетия.

## География
Село находится в западной части Грузии, на левом берегу реки Кулисцкали, на расстоянии приблизительно 5 километров (по прямой) к востоку от города Зугдиди, административного центра муниципалитета. Абсолютная высота — 192 метра над уровнем моря.

## Население
По результатам официальной переписи населения 2014 года в Кулишкари проживало 1305 человек (645 мужчин и 660 женщин). В национальной структуре населения грузины составляли 99,9 %.
| Год  | Население, человек |
| ---- | ------------------ |
| 2002 | 1934               |
| 2014 | ↘ 1305             |